# Biodiversité en Europe
La biodiversité en Europe est très importante, bien qu'elle soit surpassée par d'autres continents. L'Europe abrite environ deux mille cinq cents types d'habitats et près de deux cent mille espèces d'animaux et de plantes. 

## État de la biodiversité

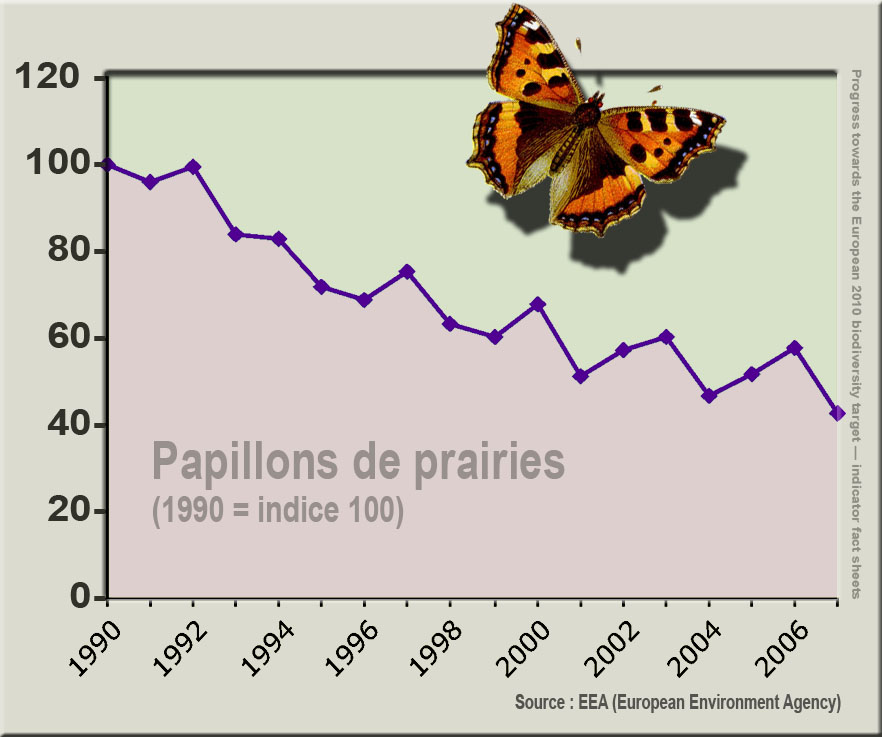
Effondrement des populations de papillons de prairie en Europe entre 1980 et 2007.

La sensibilité du public à l'égard de la valeur de la biodiversité a progressé, grâce notamment au rapport TEEB (The economics of ecosystems and biodiversity) consacré à l’économie des écosystèmes et de la biodiversité. Le réseau Natura 2000 compte en 2010 environ 26 000 sites couvrant 18 % de la superficie de l'UE, et qu'il se développe en mer (Natura 2000 en mer, avec la « Stratégie pour le milieu marin », et des critères communautaires fixés le 1er septembre 2010 pour aider les États-membres à évaluer l'état environnemental de leurs mers). Cependant le maillage du réseau écologique paneuropéen n'a pas suivi et le niveau de protection et de restauration reste insuffisant reconnait la commission (en 2009 puis 2010) … ceci malgré ces progrès et l'existence de financements Life+.
Les efforts et progrès des États-membres n'ont pas suffi pour tenir l'objectif de diviser par deux ou stopper le déclin de biodiversité avant 2010. 
Sauf pour quelques espèces protégées, ou banales, la biodiversité continue à régresser au niveau des écosystèmes, des espèces, des populations et des gènes en Europe : 
- Seules 1 à 3 % des forêts européennes sont considérées comme n'ayant pas été modifiées par l'homme.
- Depuis 1950, l'Europe a perdu plus de 50 % de ses zones humides, et la plupart de ses terres agricoles à haute valeur naturelle.
- La plupart des grands stocks halieutiques se situent sous les limites biologiques de sécurité et sont donc insuffisants pour assurer un renouvellement des stocks à long terme.
- 800 espèces végétales sont menacées d'extinction totale.
- Plus de 40 % des mammifères indigènes, des oiseaux, des reptiles ou encore des papillons sont menacés.

L'analyse d'un premier « bilan de santé » des espèces et des habitats théoriquement protégés au titre de la Directive Habitats a montré en 2008 que « l’état de conservation de 50 % des espèces revêtant un intérêt européen est défavorable. Pour les habitats, le chiffre pourrait atteindre 80 % ». En 2008, plus de 40 % des espèces d'oiseaux ont un état de conservation défavorable en Europe. Quelques espèces reconstituent leurs populations (ex. : héron, cormoran). Le déclin des oiseaux des champs semble commencer à se stabiliser, mais le rapport d'évaluation 2008 du plan européen d'action de la biodiversité conclut que des résultats positifs ne « pourront être reproduits à plus grande échelle qu'au prix d'efforts beaucoup plus importants » ; « Il est fort peu probable – sur la base des efforts actuels – que l'objectif global d'enrayer le déclin de la biodiversité dans l'UE d'ici 2010 puisse être “atteint” ni même “approché” sans d'“importants efforts supplémentaires tant au niveau communautaire qu'au niveau des États membres”. ». La directive Oiseaux a aidé à enrayer le déclin de nombreuses espèces d’oiseaux européennes. Le projet SEBI 2010 (Streamlining of European Biodiversity Indicators) piloté par l’Agence européenne pour l'environnement a confirmé une amélioration de la qualité des eaux, mais des problèmes de perturbateurs endocriniens préoccupent toujours les spécialistes, de même que les espèces invasives de plus en plus nombreuses, dont les impacts augmentent.
Le dernier bilan, de 2010, confirme que l'UE n'a pas tenu ses objectifs : « Le niveau de référence 2010 de l'UE en matière de biodiversité publié par l'Agence européenne pour l'environnement (AEE) en juin 2007 indique que la biodiversité dans l'UE est exposée à de fortes pressions et à des risques graves ».
Pour préparer la conférence mondiale sur la biodiversité de Nagoya (COP 10), qui a lieu du 18 au 29 octobre 2010 et qui devait fixer des objectifs mondiaux pour 2020, notamment parce que « la perte de la biodiversité coûte déjà à l'économie mondiale 50 milliards par année », le Parlement européen a produit une résolution visant la suppression des subventions néfastes à la biodiversité ; l'arrêt de la surpêche, de la déforestation et de la perte et dégradation des habitats naturels ; la protection d’au moins 20 % des terres et des eaux douces et marines et des espèces menacées.

## Gouvernance
En 2008, une résolution avait reconnu la nécessité d'un réseau européen d'espaces naturels à « haute-naturalité », dits « zones de nature vierge » ou de wilderness c'est-à-dire très peu modifiées par les activités humaines . 
En 2009, l'Europe a proposé huit axes d'actions et orientations communautaires pour l’après-2010, comme suites de son plan d’action européen pour la biodiversité : améliorer la communication sur l’importance de la diversité biologique (afficher des objectifs post 2010 qui soient clairs, ambitieux et mesurables, incluant des sous-objectifs par secteurs), renforcer la recherche et développer le réseau européen de zones protégées (notamment marine), en s’attachant à aussi protéger la biodiversité « ordinaire » hors des zones protégées (intégration de la biodiversité dans les politiques communautaires, élaboration d’un programme pour lutter contre les « espèces envahissantes », préservation de la structure et des fonctions des sols…), protéger la biodiversité mondiale (lutte contre la déforestation), intégrer transversalement la biodiversité dans tous les domaines d’action (notamment via l’étude en cours sur la valeur économique de la biodiversité (TEEB), encourager l'écoéligibilité et des mécanismes financiers tenant compte de la biodiversité), mieux financer la protection et gestion restauratoire de la biodiversité (éventuel instrument spécifique, mobilisation d'argent privés…), développer des synergies entre protection de la biodiversité et du climat. 
L'Europe a mis en place une base de données (BiodivERsA) sur les grands fonds, acteurs et programmes concernant la recherche en biodiversité.
Pour la conférence d’Athènes, le forum européen des habitats a présenté ses propres pistes et priorités, incluant le choix d’un « objectif mondial et européen pour 2020, fondé sur des indicateurs vérifiables, et le lancement d'une réflexion sur un objectif pour 2050. 
L'UE veut combler ses lacunes (en améliorant la transmission des informations envoyées par les états-membres, en définissant un niveau de référence et des indicateurs associés pour les espèces, habitats, écosystèmes afin qu'en juin 2010 l'AEE puisse lancer son système d'information européen sur la biodiversité (dit BISE) et produire de nouveaux plans stratégiques, avec un effort pour le milieu marin via notamment le réseau européen d'observation de données du milieu marin (EMODNET,,).
L'UE a publié un atlas de la biodiversité des sols  et soutient la « plateforme intergouvernementale scientifique et politique sur la biodiversité et les services écosystémiques » (IPBES) prévue pour 2010. et tirant les leçons du fait que le réseau disjoint des sites Natura 2000 n'a pas permis d'enrayer le déclin de la biodiversité, elle se fixe une nouvelle priorité pour l'après-2010 :  le développement de l'«infrastructure verte» et des investissements y afférents. La Commission veut notamment favoriser les échanges de bonnes pratiques comme base d'une stratégie de l'UE relative aux infrastructures vertes.
En mai 2011, une nouvelle stratégie européenne (publiée en mai 2011), en 6 objectifs, a été produite, mais elle peine en 2011 à trouver un financement 